# 石棉白前
石棉白前（学名：Cynanchum forrestii var. stenolobum）是夹竹桃科鹅绒藤属大理白前的变种。分布于中国大陆的四川等地，生长于海拔2,500米至2,700米的地区，多生长于山地林下，目前尚未由人工引种栽培。